# Ralf Päsler
Ralf Päsler (* 21. Juni 1955) ist ein deutscher Politiker (Bündnis 90/Die Grünen) und ehemaliger Landtagsabgeordneter in Thüringen.

## Leben
Er besuchte die 3. Polytechnische Oberschule (heute: Oststadtschule) in Eisenach und absolvierte nachfolgend eine Lehre zum Schlosser – wandte sich aber bald nach Ende seiner Ausbildung anderen Beschäftigungsmöglichkeiten zu. 1978 verweigerte er den Wehrdienst in der Nationalen Volksarmee. Zwischen 1981 und 1983 war er Bausoldat und erarbeitete für seine Einheit Maßnahmen zum Energie- und Wassersparen.
Er fand bei der evangelischen Kirche in der Superintendentur Eisenach Anstellung und half dort unter anderem als Handwerker und in diversen anderen Bereichen aus. Mitte der 1980er Jahre stieß er zum Arbeitskreis Umweltschutz der Kirchgemeinde und beteiligte sich in der Folge an gemeinschaftlichen Aktionen, wie beispielsweise am Müllsammeln in den Wäldern oder am Pflanzen von Bäumen. Im Spätsommer 1988 organisierte Päsler gemeinsam mit dem Pfarrer Christhard Wagner ein Solidaritätskonzert für den inhaftierten und in die Bundesrepublik abgeschobenen Liedermacher Stephan Krawczyk. Er wurde jedoch auch selbst gegen Umweltverschmutzungen und Raubbau an der Natur aktiv. So schrieb er Eingaben und Beschwerden, in denen er unter anderem ein Heizkraftwerk im thüringischen Schönau kritisierte, dessen Schornstein direkt auf den Großen Hörselberg ausgerichtet war. Darüber hinaus machte er auf die Verunreinigung der Flüsse Werra und Hörsel durch unkontrolliert eingeleitete Chemikalien aus Industriebetrieben aufmerksam. Als im Zuge der Wende und der Wiedervereinigung Mitarbeiter in den Eisenacher Dienststellen des Ministeriums für Staatssicherheit begannen, Unterlagen zu vernichten, gehörte er zu jener Gruppe Demonstranten, die dies unterbanden und ferner zahlreiche Aktenbestände und Waffen sicherstellen konnten.
Am 10. Januar 1990 war Päsler eines der Gründungsmitglieder der Grünen in Thüringen und wurde anschließend als Spitzenkandidat der Partei für die Landtagswahl am 14. Oktober 1990 nominiert, bei der sie in einem Bündnis mit den Bürgerbewegungen Neuen Forum und Demokratie Jetzt antrat. Zusammen mit fünf Mitstreitern gelang ihm der Einzug in den Thüringer Landtag, dem er während der ersten Legislaturperiode angehörte und Mitglied der Fraktion Bündnis 90/Die Grünen Thüringen (korrekter Fraktionsname: Neues Forum/Grüne/Demokratie Jetzt, später Bündnis 90/Die Grünen) in der ersten Wahlperiode des Thüringer Landtags (1990–1994) war. Er verlor sein Landtagsmandat, als Bündnis 90/Die Grünen bei der Landtagswahl 1994 an der Fünf-Prozent-Hürde scheiterten.
Später arbeitete Päsler für mehrere Jahre als Referent für Umwelt, Verkehr und Energie in der Eisenacher Stadtverwaltung und war Vorstandsmitglied im Verband Naturpark Thüringer Wald e.V. 2011 wechselte er in die freie Wirtschaft zu einem Projektentwicklungsunternehmen für Anlagen der Energieversorgung aus erneuerbaren Energiequellen und ist dort als Berater und Regionalmanager Thüringen tätig.